# Valentín Gómez Farías
Valentín Gómez Farías (Guadalajara, 14 febbraio 1781 – Città del Messico, 5 luglio 1858) è stato un politico messicano.
È stato Presidente del Messico per cinque brevi periodi negli anni 1830 e 1840. Era esponente del Partito Liberale.